# Tissemsilt
Tissemsilt è una città dell'Algeria, capoluogo della provincia omonima. La città esisteva già nell'antichità; fu fondata dai Fenici nel IV secolo a.C., e in seguito fu controllata dai Romani (dal 30 a.C., dagli Arabi (dal VII secolo), dagli Spagnoli e dai Turchi (dal XVI secolo) e dai francesi (dal 1860).